# 陳碧玉
陳碧玉（1948年7月14日—）女，籍贯不详，前中华民国司法院大法官。

## 生平
陳碧玉是國立政治大學法律學系學士，國立政治大學法律研究所碩士，美國喬治亞州奧古斯丁學院企业管理碩士。民国60年（1971年），参加司法人員乙種特等考試推事檢察官類科及格。民国62年（1973年），司法官訓練所第11期結業。民国63年（1974年），律師考試檢覈及格。民国70年（1981年），特種考試公務人員甲等考試法制人員最優等及格。
1983年9月，陳碧玉辞去福建高分院法官一职赴美国，1992年取得美国国籍。民国78年（1989年），美國會計師考試及格。民国83年至84年（1994年至1995年），任美國馬里蘭州IMS Inc.有限責任公司的副財務長。民国84年至85年（1995年至1996年），任同公司的財務長。
1996年8月，陳碧玉返回台湾，向司法院申请回任法官，同年10月4日获准。同年10月15日，陳碧玉飞赴美国驻香港总领事馆宣誓放弃美国国籍，生效后2天才到法院报到。民国89年至91年（2000年至2002年），陳碧玉任最高法院法官。民国91年至92年（2002年至2003年），任司法院大法官書記處處長。民国92年至99年（2003年至2010年），再度担任最高法院法官。其间，民国94年至96年（2005年至2007年），兼任中華民國女法官協會理事長。民国99年至100年（2010年至2011年），任司法院司法人員研習所所長。2008年，陳碧玉为照顾在美国待产的女儿，曾申请美国绿卡（永久居留权），2009年放弃。
2011年，陳碧玉被提名为司法院大法官。在申报财产时，陈碧玉报称与丈夫台北荣总副院长苏东平拥有22笔土地，12笔房产，而且在美国也置有产业，夫妻仅有价证券及存款便达1.3亿元新台币。陳碧玉曾取得美国国籍、美国绿卡之事也引起争议，陳碧玉对此进行了解释。2011年6月14日，立法院行使大法官同意权，4位大法官被提名人湯德宗、黃璽君、羅昌發、陳碧玉全数获得通过。2011年6月17日，马英九发布总统令，特任陈碧玉、黄玺君、罗昌發、汤德宗为司法院大法官。自2011年10月1日起，这四人正式出任司法院大法官，任期自2011年10月1日至2019年9月30日止。

## 家庭
- 丈夫：苏东平，台北荣总副院长榮退[3]